# Amenia
Amenia ókori egyiptomi nemes hölgy, Ámon énekesnője, Horemheb fáraó felesége. Még férje trónra lépése előtt halt meg, valószínűleg Ay vagy még korábban, Tutanhamon uralkodása alatt. Horemheb második felesége Mutnedzsmet volt.
Ameniát Horemheb szakkarai sírjába temették, ugyanoda, ahová később Mutnedzsmetet is. Valószínűleg őt ábrázolja egy jelenet a sír előudvarában, illetve egy másik a kápolna bejáratánál. A sír két kápolnájában is ábrázolják férjével közös szobron. A második udvar oszlopain maradt fenn neve és hogy Ámon énekesnője volt. Maga Horemheb nem ide, hanem a Királyok völgyében temetkezett.
2009-ben a British Museum egy korábban azonosítatlan szobráról (EA36) bebizonyosodott, hogy Horemhebet és Ameniát ábrázolja. A szobrot a múzeum 1837-ben vásárolta az Anastasi-gyűjteményből. A szobor annyiban különleges, hogy a szokástól eltérően a feleség mindkét kezével fogja férje kezét. A kezek letörtek a szoborról, de 1976-ban Horemheb sírjának feltárásakor megtalálták őket. A letört kezekről készített gipszmásolat pontosan illett a British Museumban lévő szoborhoz, így sikerült bizonyítani, hogy a szobor Horemheb szakkarai sírjához tartozott.